# Prionostemma acentrus
Prionostemma acentrus is een hooiwagen uit de familie Sclerosomatidae.